# 默兹省
默兹省（法語：Meuse，法語：[møz] ⓘ）是法國大东部大区所轄的省份，北鄰比利時。該省編號為55。